# عطر الروح (مسلسل)
عطر الروح مسلسل كويتي عرض في رمضان 2018

## قصة العمل
تدور أحداث العمل حول طبيبة نفسية اسمها «عطر» كرست حياتها المهنية والاجتماعية في معالجة العديد من حالات الاضطراب النفسي، وتعرض أحداث المسلسل مدى ذكاء هذه الطبيبة وقدرتها على معرفة خبايا روح الشخص الذي يحاورها أو يجالسها، فتظهر الطبيبة وهي تعالج وتحاور شخصيات المسلسل وتمضي بهم قُدمًا إلى حياة أفضل، إلا أن نجاحها قد فتح أمامها أبوابًا لم تحسب عقباها، تتوالى الأحداث في المسلسل إلى أن يتم عرض عليها حالة مرضية لشاب يعاني من مشاكل نفسية خطيرة، يتم احتجازه في منزله، يتقدم إليها إحدى الرجال المقربين من هذا الشاب طالبًا منها علاجه ومساعدته إلى استعادة وعيه، ليكون من الجانب الآخر من يهددها ويمنعها من معالجة الشاب لأسباب لم يتم الإفصاح عنها، لتقف الطبيبة عطر بين نارين إما حياتها وحياة عائلتها وسلامتهم أو علاج الشاب ومساعدته للوقوف من جديد، فما قرارها وهل ستستطيع فعلًا علاج هذه الحالة المرضية كغيرها من الحالات السابقة أم لا.

## الممثلون
- هدى حسين : الدكتورة عطر
- عبد المحسن النمر: عدنان
- عبدالرحمن العقل: مشعل
- محمد العجيمي : سليمان
- حسين المنصوريعقوب
- أحمد السلمان عبد الكريم
- أوس الشطي: منصور
- عبدالله البلوشي (ممثل) : مازن
- أسامة المزيعل: سعيد
- عبير أحمد: شهد
- محمد صفر: فواز
- عبدالله الطليحي: ماجد
- شهاب جوهر: فهد
- ناصر عباس: تركي
- إلهام علي: ميس
- أمل العنبري: سحاب
- سلوى الجراش: ايمان
- سعود بوشهري: عبد السلام
- نورا محمد: حنين